# Nervus olfactorius
De nervus olfactorius, in het Nederlands reukzenuw, is de eerste van de twaalf hersenzenuwen. De zenuw is verantwoordelijk voor de reukzin en is strikt sensorisch.

## Beschrijving
Geurprikkels worden waargenomen door speciale chemoreceptoren van de zintuigcellen in het reukepitheel van beide neusgaten. De axonen van deze zenuwcellen vormen korte "nervi olfactorii" die door de lamina cribrosa van het zeefbeen lopen en synapsen maken met de bulbus olfactorius. Vanaf de bulbus olfactorius wordt de informatie doorgegeven via de tractus olfactorii naar de primaire verwerkingsgebieden voor de reukzin, gelegen in de mediale slaapkwab, vlak bij de formatio hippocampi. Soms wordt de gehele route van neus tot reukschors aangezien voor de nervus olfactorius, maar in werkelijkheid houdt de zenuw op bij het eerste synaptische contact met de bulbus olfactorius, die net boven de neus gelegen is.

## Symptomen bij beschadiging
Beschadiging van de nervi olfactorii leidt tot hyposmie (verminderde geurwaarneming) of anosmie (afwezige geurwaarneming), en in uitzonderlijke gevallen tot perosmie (afwijkende geurwaarneming).
I: N. olfactorius · II: N. opticus · III: N. oculomotorius · IV: N. trochlearis · V: N. trigeminus (N. ophthalmicus · N. maxillaris · N. mandibularis) · VI: N. abducens · VII: N. facialis · VIII: N. vestibulocochlearis · IX: N. glossopharyngeus · X: N. vagus · XI: N. accessorius · XII: N. hypoglossus